# ストレイ・ドッグ (1997年の映画)
『ストレイ・ドッグ』（原題：Strays）は、1997年に公開された、ヴィン・ディーゼルの監督・製作・脚本・主演によるアメリカ合衆国のドラマ映画。麻薬の売人であり詐欺師である男が、単調な生活にうんざりし人生の意味を探し始める様子を描いている。
日本では劇場未公開でビデオスルーとなっている。

## キャスト
- リック（ヴィン・ディーゼル）
- ヘザー（スザンヌ・ランザ（英語版））
- フレッド（ジョーイ・デディオ（英語版））
- トニー（F・バレンティーノ・モラレス）
- マイク（マイク・エップス）
- ロドニー（T.K.カークランド）
- キース（ダーネル・ウィリアムズ（英語版））
- ダニエル（ミハエラ・テュドロフ）
- ウィリー（ユージン・オズボーン・スミス）
- エイミー（テンプル・ブルックス）
- アーサー（フレディ・ペンデイヴィス）

## 評価
- 1997年サンダンス映画祭 審査員賞ドラマ部門 ノミネート[2]

## 備考
本作の完成後、ディーゼルの過去の監督作品（『Multi-Facial』）を見ていたというスティーヴン・スピルバーグからディーゼルのもとに電話がかかってきて「（当時スピルバーグが監督していた映画の）『アミスタッド』のセットで会おう」と誘われた。そこでスピルバーグから「あなたの作品の大ファンです」と伝えられ、スピルバーグの次回作『プライベート・ライアン』ではディーゼルがカパーゾ二等兵の役に起用された。